# کاخابروسو
کاخابروسو (به لاتین: Kakhabroso) یک منطقهٔ مسکونی در روسیه است که در داغستان واقع شده‌است.